# NGC 5494
NGC 5494 (другие обозначения — ESO 446-25, MCG -5-34-1, IRAS14094-3024, PGC 50732) — спиральная галактика (Sc) в созвездии Центавр.
Этот объект входит в число перечисленных в оригинальной редакции «Нового общего каталога».